# Campionati del mondo di atletica leggera 1987 - 400 metri ostacoli maschili
La gara dei 400 metri ostacoli maschili dei Campionati del mondo di atletica leggera 1987 si è svolta tra il 30 agosto e il 1º settembre.

## Podio
| Pos.    | Atleta        | Nazionalità    | Tempo |
| ------- | ------------- | -------------- | ----- |
| Oro     | Edwin Moses   | Stati Uniti    | 47"46 |
| Argento | Danny Harris  | Stati Uniti    | 47"48 |
| Bronzo  | Harald Schmid | Germania Ovest | 47"48 |

## Situazione pre-gara

### Record
Prima di questa competizione, il record del mondo (RM) e il record dei campionati (RC) erano i seguenti:
| Record                | Prestazione | Atleta                  | Data                              | Competizione  |
| --------------------- | ----------- | ----------------------- | --------------------------------- | ------------- |
| Record mondiale       | 47"02       | Edwin Moses Stati Uniti | 31 agosto 1983 Coblenza, Germania |               |
| Record dei campionati | 47"50       | Edwin Moses Stati Uniti | 9 agosto 1983 Helsinki, Finlandia | Mondiali 1983 |

### Campioni in carica
I campioni in carica a livello olimpico e mondiale erano:
| Campione | Atleta                  | Prestazione | Data                                   | Competizione         |
| -------- | ----------------------- | ----------- | -------------------------------------- | -------------------- |
| Olimpico | Edwin Moses Stati Uniti | 47"75       | 5 agosto 1984 Los Angeles, Stati Uniti | Giochi olimpici 1984 |
| Mondiale | Edwin Moses Stati Uniti | 47"50       | 9 agosto 1983 Helsinki, Finlandia      | Mondiali 1983        |

### La stagione
Prima di questa gara, gli atleti con le migliori tre prestazioni dell'anno erano:
| Pos. | Atleta                       | Prestazione | Data                             |
| ---- | ---------------------------- | ----------- | -------------------------------- |
| 1    | Danny Harris Stati Uniti     | 47"56       | 4 giugno 1987 Madrid, Spagna     |
| 2    | Harald Schmid Germania Ovest | 47"60       | 16 agosto 1987 Colonia, Germania |
| 3    | Edwin Moses Stati Uniti      | 47"69       | 4 giugno 1987 Madrid, Spagna     |

## Risultati[3][4]

### Turni eliminatori
| 6 Batterie   | 30 agosto    | 39 iscritti   | Si qualificano i primi 2 (Q) + i 4 migliori tempi (q). |
| 2 Semifinali | 31 agosto    | 8 + 8         | Si qualificano i primi 4 (Q).                          |
| Finale       | 1º settembre | 8 concorrenti |                                                        |

### Batterie
Domenica 30 agosto 1987
| Pos. | Atleta               | Nazione             | Tempo | Note |
| ---- | -------------------- | ------------------- | ----- | ---- |
| 1    | Edwin Moses          | Stati Uniti         | 49”03 | Q    |
| 2    | Henry Amike          | Nigeria             | 49”56 | Q    |
| 3    | Ryoichi Yoshida      | Giappone            | 49”87 | q    |
| 4    | Simon Kitur          | Kenya               | 50”30 |      |
| 5    | Martin Gillingham    | Regno Unito         | 50”64 |      |
| 6    | Michel Zimmerman     | Belgio              | 50”70 |      |
| 7    | Pedro Chiamulera     | Brasile             | 50”71 |      |
| 8    | Victor Lima Raimundo | São Tomé e Príncipe | dns   |      |

| Pos. | Atleta              | Nazione        | Tempo | Note |
| ---- | ------------------- | -------------- | ----- | ---- |
| 1    | Danny Harris        | Stati Uniti    | 48”74 | Q    |
| 2    | Max Robertson       | Regno Unito    | 49”73 | Q    |
| 3    | Shem Ochako         | Kenya          | 49”86 | q    |
| 4    | Gilles Vimbert      | Francia        | 50”34 |      |
| 5    | Thomas Futterknecht | Austria        | 50”44 |      |
| 6    | Pablo Squella       | Cile           | 50”73 |      |
| 7    | Edgar Itt           | Germania Ovest | 51”18 |      |
| 8    | Prince Dowai        | Sierra Leone   | dns   |      |

| Pos. | Atleta             | Nazione          | Tempo | Note |
| ---- | ------------------ | ---------------- | ----- | ---- |
| 1    | Harald Schmid      | Germania Ovest   | 49”28 | Q    |
| 2    | Kriss Akabusi      | Regno Unito      | 49”36 | Q    |
| 3    | Aleksandr Vasilyev | Unione Sovietica | 49”99 | q    |
| 4    | Joseph Maritim     | Kenya            | 50”04 |      |
| 5    | Angelo Locci       | Italia           | 51”15 |      |
| 6    | Shigenobu Ohmori   | Giappone         | 51”20 |      |
| 7    | Rok Kopitar        | Jugoslavia       | 51”53 |      |
| 8    | Ilan Goldwasser    | Israele          | 52”54 |      |

| Pos. | Atleta                    | Nazione        | Tempo | Note |
| ---- | ------------------------- | -------------- | ----- | ---- |
| 1    | Sven Nylander             | Svezia         | 49”95 | Q    |
| 2    | Amadou Dia Bâ             | Senegal        | 50”02 | Q    |
| 3    | Uwe Schmitt               | Germania Ovest | 50”54 |      |
| 4    | Rik Tommelein             | Belgio         | 50”63 |      |
| 5    | Jasem Goma'an Al-Duaillah | Kuwait         | 50”97 |      |
| 6    | Krasimir Demirev          | Bulgaria       | 51”07 |      |
| 7    | Jozef Kucej               | Cecoslovacchia | 51”13 |      |
| 8    | Wilfredo Ferrer           | Venezuela      | 53”03 |      |

| Pos. | Atleta                  | Nazione           | Tempo | Note |
| ---- | ----------------------- | ----------------- | ----- | ---- |
| 1    | Toma Tomov              | Bulgaria          | 49”27 | Q    |
| 2    | Winthrop Graham         | Giamaica          | 49”34 | Q    |
| 3    | José Alonso             | Spagna            | 49”42 | q    |
| 4    | Randy Cox               | Trinidad e Tobago | 50”14 |      |
| 5    | Philippe Gonigam        | Francia           | 50”38 |      |
| 6    | Daniel Ogidi            | Nigeria           | 50”51 |      |
| 7    | Klaus Ehrle             | Austria           | 50”91 |      |
| 8    | Ahmed Abdelhalim Ghanem | Egitto            | 51”35 |      |

| Pos. | Atleta                 | Nazione        | Tempo | Note |
| ---- | ---------------------- | -------------- | ----- | ---- |
| 1    | Thomas Nyberg          | Svezia         | 50”06 | Q    |
| 2    | David Patrick          | Stati Uniti    | 50”10 | Q    |
| 3    | John Graham            | Canada         | 50”23 |      |
| 4    | Greg Rolle             | Bahamas        | 50”63 |      |
| 5    | Stanislav Navesnak     | Cecoslovacchia | 50”65 |      |
| 6    | Athanasios Kalogiannis | Grecia         | 51”94 |      |
| 7    | Ken Gordon             | Australia      | 52”22 |      |

### Semifinali
Lunedì 31 agosto 1987
| Pos. | Atleta          | Nazione        | Tempo | Note                          |
| ---- | --------------- | -------------- | ----- | ----------------------------- |
| 1    | Harald Schmid   | Germania Ovest | 48”23 | Q                             |
| 2    | Danny Harris    | Stati Uniti    | 48”24 | Q                             |
| 3    | Sven Nylander   | Svezia         | 48"46 | Q                             |
| 4    | Henry Amike     | Nigeria        | 48”50 | Q                             |
| 5    | David Patrick   | Stati Uniti    | 48”56 |                               |
| 6    | Winthrop Graham | Giamaica       | 48”64 | Miglior prestazione personale |
| 7    | Shem Ochako     | Kenya          | 49”87 |                               |
| 8    | Max Robertson   | Regno Unito    | 49”90 |                               |

| Pos. | Atleta             | Nazione          | Tempo | Note                          |
| ---- | ------------------ | ---------------- | ----- | ----------------------------- |
| 1    | Edwin Moses        | Stati Uniti      | 48”38 | Q                             |
| 2    | Amadou Dia Bâ      | Senegal          | 48”53 | Q                             |
| 3    | Kriss Akabusi      | Regno Unito      | 48”64 | Q                             |
| 4    | José Alonso        | Spagna           | 49”00 | Q                             |
| 5    | Thomas Nyberg      | Svezia           | 49”03 | Miglior prestazione personale |
| 6    | Toma Tomov         | Bulgaria         | 49”11 |                               |
| 7    | Ryoichi Yoshida    | Giappone         | 49”39 |                               |
| 8    | Aleksandr Vasilyev | Unione Sovietica | dns   |                               |

### Finale
Martedì 1º settembre 1987
| Pos.    | Corsia | Atleta        | Età | Nazione        | Tempo | Nota                          |
| ------- | ------ | ------------- | --- | -------------- | ----- | ----------------------------- |
| Oro     | 3      | Edwin Moses   | 32  | Stati Uniti    | 47"46 | Record dei campionati         |
| Argento | 5      | Danny Harris  | 21  | Stati Uniti    | 47"48 | Miglior prestazione personale |
| Bronzo  | 4      | Harald Schmid | 29  | Germania Ovest | 47"48 | Record europeo                |
| 4       | 6      | Sven Nylander | 25  | Svezia         | 48"37 | Miglior prestazione personale |
| 5       | 2      | Amadou Dia Bâ | 28  | Senegal        | 48"37 |                               |
| 6       | 1      | Henry Amike   | 25  | Nigeria        | 48"63 |                               |
| 7       | 7      | Kriss Akabusi | 28  | Regno Unito    | 48"74 |                               |
| 8       | 8      | José Alonso   | 30  | Spagna         | 49"46 |                               |